# Minutemen (milícia)
Um Minuteman era um colono dos Estados Unidos que, de forma independente, se organizava e formava milícias para lutar como partisans durante a Guerra de Independência dos Estados Unidos. Seu nome vem do fato de serem conhecidos por estarem prontos para a batalha em "um minuto". Eles deram apoio fundamental para o Exército Continental americano, sendo uma unidade extremamente móvel e ligeira, capaz de se deslocar facilmente para enfrentar ameças em diversas localidades em um espaço curto de tempo.
Os minutemen eram fazendeiros e cidadãos comuns das cidades, que responderam a crise crescente entre as Treze Colônias americanos e o governo do Reino Unido no final do século XVIII. Eles desempenharam um papel fundamental na vitória dos colonos, lutando como guerrilheiros. Seu legado e seus ideais forjados durante a luta (como dedicação, companheirismo e patriotismo) ainda são reverenciados entre a população dos Estados Unidos.